# Kathleen Ray
Kathleen Ray – brytyjska kolarka torowa, brązowa medalistka mistrzostw świata.

## Kariera
Największy sukces w karierze Kathleen Ray osiągnęła w 1958 roku, kiedy na mistrzostwach świata w Paryżu zdobyła brązowy medal w indywidualnym wyścigu na dochodzenie. W zawodach tych wyprzedziły ją jedynie reprezentantka ZSRR Lubow Koczetowa oraz kolejna Brytyjka - Stella Bail. Był to jedyny medal wywalczony przez Ray na międzynarodowej imprezie tej rangi. Ponieważ były to pierwsze w historii mistrzostwa, na których rywalizowały kobiety był to zarazem pierwszy brązowy medal dla Wielkiej Brytanii w tej konkurencji. Nigdy nie wystąpiła na igrzyskach olimpijskich (kobiety zaczęły rywalizację olimpijską w kolarstwie w 1984 roku). 